# Anisozyga subfasciata
Anisozyga subfasciata là một loài bướm đêm trong họ Geometridae.